# Keftiu
Keftiu (mittel- und neuägyptisch auch Keft, Keftu, Kaftu, Kafta, Kefdet, Keftju; alttestamentlich Kaphtor; akkadisch kaptaritum; assyrisch kaptara; ugaritisch kptwr, kptr; mykenisch kapte?) bezeichnete in altägyptischen Quellen die Region Kreta und unter anderem seine minoisch-mykenischen Bewohner sowie Handelsschiffe, die aufgrund ihrer Bauart eine Reichweite bis Kreta hatten.
Im 13. Jahrhundert v. Chr. übertrugen die Ägypter die geografische Bezeichnung nur noch auf die Levante. Eine ähnliche Entwicklung der Verortung ist in den Schriften des Alten Testaments auffällig. Dort war Kaphtor ursprünglich die griechische Heimat der Philister. In der Septuaginta ist Kaphtor dagegen in der Region Kappadokien angesiedelt.

## Geografische Erwähnungen
In der ägäischen Ortsnamenliste von Amenophis III. werden die Ortschaften genannt, die zu Keftiu gehören: Kenesch (Knossos), Byschty (Phaistos), Amnesch (Amnissos), Keteny (Kydonia) und Leket (Lyktos).
In Texten aus Ugarit wird das altägyptische Memphis als „Erbland von Kreta“ erwähnt, verbunden mit einer geografischen Lagebeschreibung von Kreta (Kaphtor):

„[Tr]age [meine Botschaft in] deinem Kopf, [meine Worte] ‘zwischen deinen Augen’, [Und überquere] tausend [Längen im] Meer zehntausend [Län]gen in den beiden Strömen (= poetisch für ‚Meer‘). [Setze über] Berge, setze über Hügel, setze über die Inseln am Horizont des Himmels (iht mp šmm). Fahre dahin, oh Fischer der Aṯirat, komme an, oh Qidšu-Amrur (= der Botengott der Aṯirat)! Dann wende dich doch nach dem göttlichen Memphis (ḥ{q}kpt) in seiner Gesamtheit, nach Kaphtor (kptr), seinem Thronsitz, nach Memphis (ḥkpt), seinem Erbland! Über tausend Längen, zehntausend Längen hin – zu den Füßen des Koṯar verneige dich (dann) und fall nieder, wirf dich zu Boden und ehre ihn! Und sprich zu Koṯar-Ḫasis, wiederhole dem Künstler mit den werkenden Händen: ‘Eine Botschaft meiner Herri[n Dame Aṯiratu:]’“

## Altägyptische Darstellungen der Keftiu
Die aus dem Neuen Reich erhaltenen Reliefs der thebanischen Beamtengräber stammen aus den Regierungszeiten von Hatschepsut bis Amenophis II. und zeigen die Keftiu als Gabenbringer. Die frühesten Darstellungen sind im Grab des Senenmut zu sehen. Dort tragen die bartlosen Vertreter aus Keftiu in edler Erscheinung langes schwarzes Haar. Die bräunlich-rötliche Hautfarbe entspricht der eines Ägypters. Auch im Grab des Amunuser (TT131) sind die Keftiu, ihre Tracht und ihre Gaben annähernd kulturgetreu dargestellt. Im Grab des Rechmire waren die kretischen Gesandten zunächst mit minoisch-kretischem Schurz, langen offenen Haaren und Stirnlocken abgebildet. Peter Haider datiert die mitabgebildeten Vasen auf die Zeit zwischen 1462 und 1455/50 v. Chr. Die danach bis spätestens 1436 v. Chr. vorgenommenen Übermalungen zeigen die Gesandten in typisch mykenisch-festländischem Stil mit knielangen Schurzen, die mit Fransen verziert sind. Die nachträglichen Ausbesserungen der Wanddarstellungen belegen, dass es den altägyptischen Künstlern auf eine detailgetreue Abbildung ankam.

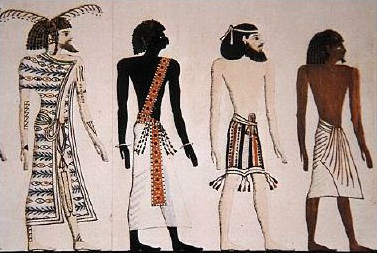
Darstellung der „Asiaten“ (2. von rechts) als Vertreter der „nord- und nordwestlichen Fremdländer“, zugleich Motiv für Keftiu-Gesandte als „symbolische Gefangene“ (seit Regierungszeit des Amenophis III.)

Auf den Reliefs im Grab des Kenamun (TT93), das in die Zeit von Amenophis II. datiert, tragen die Gesandten von Keftiu und Menus langes, offenes Haar und ein Stirnband, der Keftiu-Vertreter zusätzlich einen Bart. Ähnliche Abbildungen eines vermutlich kretischen Angehörigen auch im Grab des Paser, dort wohl zusätzlich mit einer Tätowierung. Im Grab des Amenemheb, unter Amenophis II. ein hoher Beamter, ergänzten Künstler zwecks Darstellung von Gesandten aus Keftiu sowie Menus nachträglich Malereien der „syrischen Vertreter“ mit Stirn- und langen Schulterlocken. Auch die Abbildungen der Keftiu im Grab des Mencheperreseneb (TT86) aus der späten Regierungszeit Thutmosis’ III. (18. Dynastie) wurden typisiert, das heißt entsprechend verändert.

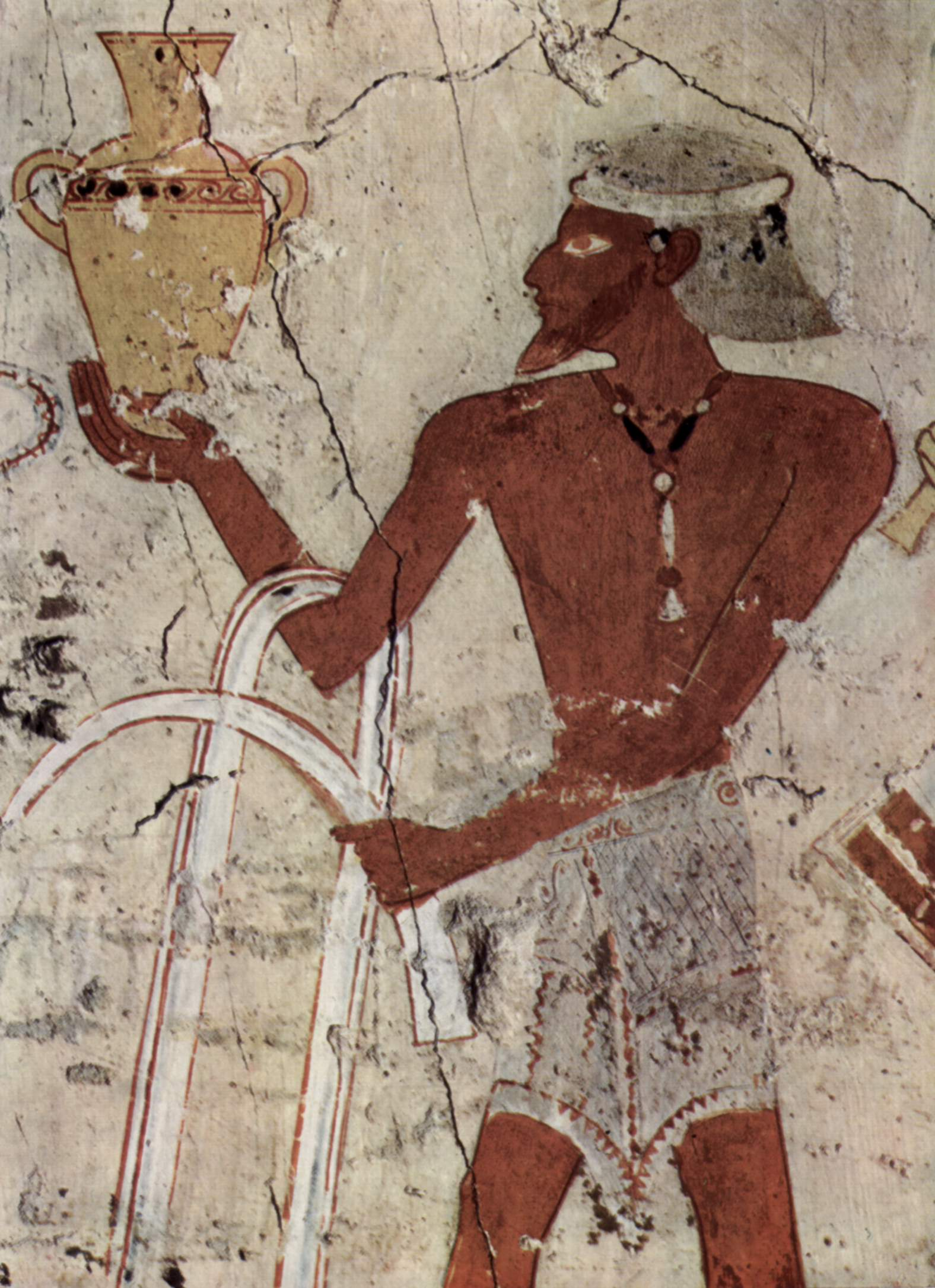
Gabenbringer im Grab des Mencheperreseneb mit „mykenischem“ Kilt

Dieses Vorgehen verweist auf die vorherige Herstellung von Abbildungsvorlagen in „fremdländischen Stil“, die die ägyptischen Künstler durch die jeweiligen Beischriften nachträglich an die konkret benannten Völkerschaften anpassten. In früheren Diskussionen vermutete Henry Reginald Holland Hall aufgrund dieser Abbildungen zunächst, dass Keftiu-Gabenbringer auf Reliefs sowohl in mykenischer als auch in „semitischer“ Tracht zu sehen sind. Den Rücken hinabreichende schwarze sowie lockige Haare mit Stirnband zeigen einen bartlosen Keftiu-Gesandten im Grab des Anen, Bruder der Teje. Außerdem trägt er einen knielangen Schurz mit geradem Abschluss, einen langen getupften Mantel und Schnabelschuhe.
Peter Haider konnte aufgrund von griechischen Trachtenvergleichen eine wahrscheinliche Herkunft des Keftiu-Gesandten vom mykenischen Festland aufzeigen, verbunden mit dem Status eines höhergestellten Mannes. Jean Vercoutter vermutete zuvor in jenen Darstellungen einen Hethiter oder Mitanni. Mit Beginn der Regierungszeit von Amenophis III. ist bereits eine deutliche Abnahme der fremdländischen Völkerdarstellungen festzustellen, in der Folgezeit fehlen gänzlich ikonografische Elemente. Die hauptsächlichen Ursachen hierfür sind in den veränderten Bestattungsorten und Riten zu sehen.
G. A. Rendsburg geht demgegenüber davon aus, dass es sich um eine ägyptische Bevölkerungsgruppe gehandelt habe, die möglicherweise einen Teil von Kreta besiedelt habe.

## Handelsbeziehungen mit Keftiu
Die ältesten altägyptischen Belege auf Kreta stammen aus frühdynastischer Zeit. Wahrscheinlich erfolgte die Aufnahme von diplomatischen Handelsbeziehungen spätestens durch Chasechemui (2. Dynastie), dessen Name auf einem in Byblos gefundenen Gefäßbruchstück bezeugt ist. Die ersten altägyptischen Exporte fanden wohl nicht über den direkten Seeweg nach Kreta statt, sondern über die syrische Region mit Byblos als Zwischenstopp. In die minoische Vorpalastzeit (26. Jahrhundert v. Chr.) datieren altägyptische Obsidian-Gefäße, Nilpferdfiguren aus Elfenbein sowie Fayence-Scherben, geborgen an der nordöstlichen Küste bei Knossos wie auch ein Gefäß mit dem Namen von Thutmosis III. In diesem Zusammenhang schrieb Thutmosis III. in seinem „Siegeshymnus“:

„Ich bin erschienen, um den Westen zu schlagen. Keftiu und Asija (Zypern) sind in Ehrfurcht. Und ich lasse sie sehen seine Majestät (Amun-Re) als jungen Stier mit kräftigem Herz und scharfen Hörnern, dem man sich nicht nähern kann. Ich bin erschienen, um die Länder zu unterwerfen, deren Grenzen das Meer umkreist.“

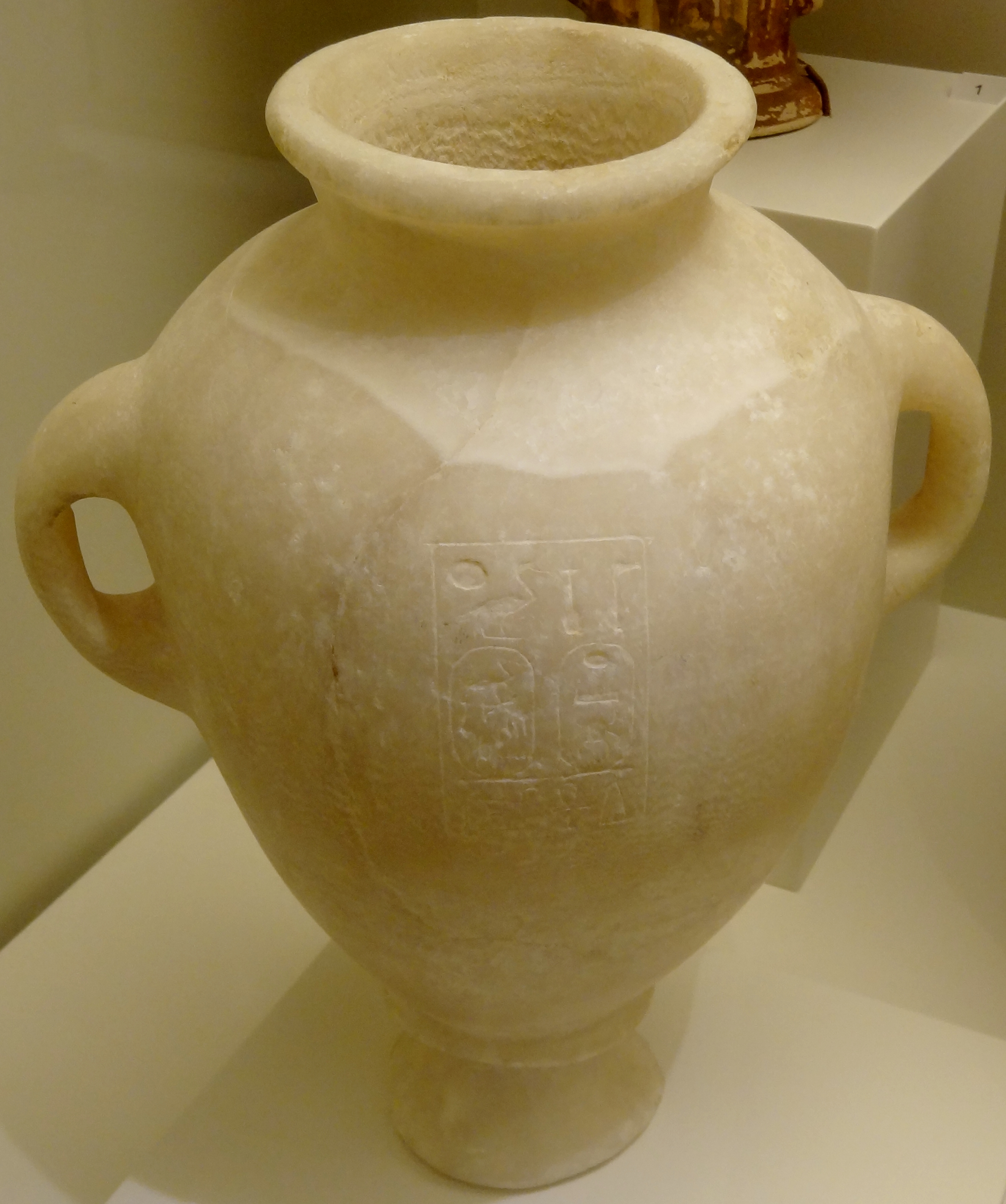
Ägyptische Alabasteramphore mit Inschrift Thutmosis III. aus Katsambas, Hafen von Knossos

Altägyptische Skarabäen und Obsidian-Gefäße auf Keftiu nennen neben Thutmosis III. auch den Hyksos-König Chajan sowie die späteren Könige Amenophis II., Amenophis III. nebst seiner Frau Teje und Ramses II. Außerdem wird das Sonnenheiligtum des Userkaf (5. Dynastie) ohne näheren Zusammenhang erwähnt. Keftiu-Importe sind in Ägypten seit der späten 11. Dynastie (21. Jahrhundert v. Chr.) nachweisbar. In Griechenland tauchen altägyptische Güter archäologisch erst in der zweiten Zwischenzeit (17. Jahrhundert v. Chr.) auf, so dass die griechischen Handelsbeziehungen mit Ägypten wahrscheinlich zunächst über Keftiu abgewickelt wurden. In die zweite Zwischenzeit datiert der Papyrus Leiden I 344, der ältere Handelskontakte mit Keftiu belegt:

„Keiner segelt heute mehr nordwärts nach Byblos. Woher sollen wir Zedern für unsere Mumien nehmen?…Mit dem daraus hergestellten Öl wurden die Obersten einbalsamiert, wie auch im fernen Keftiu. Aber sie kommen nicht mehr.“

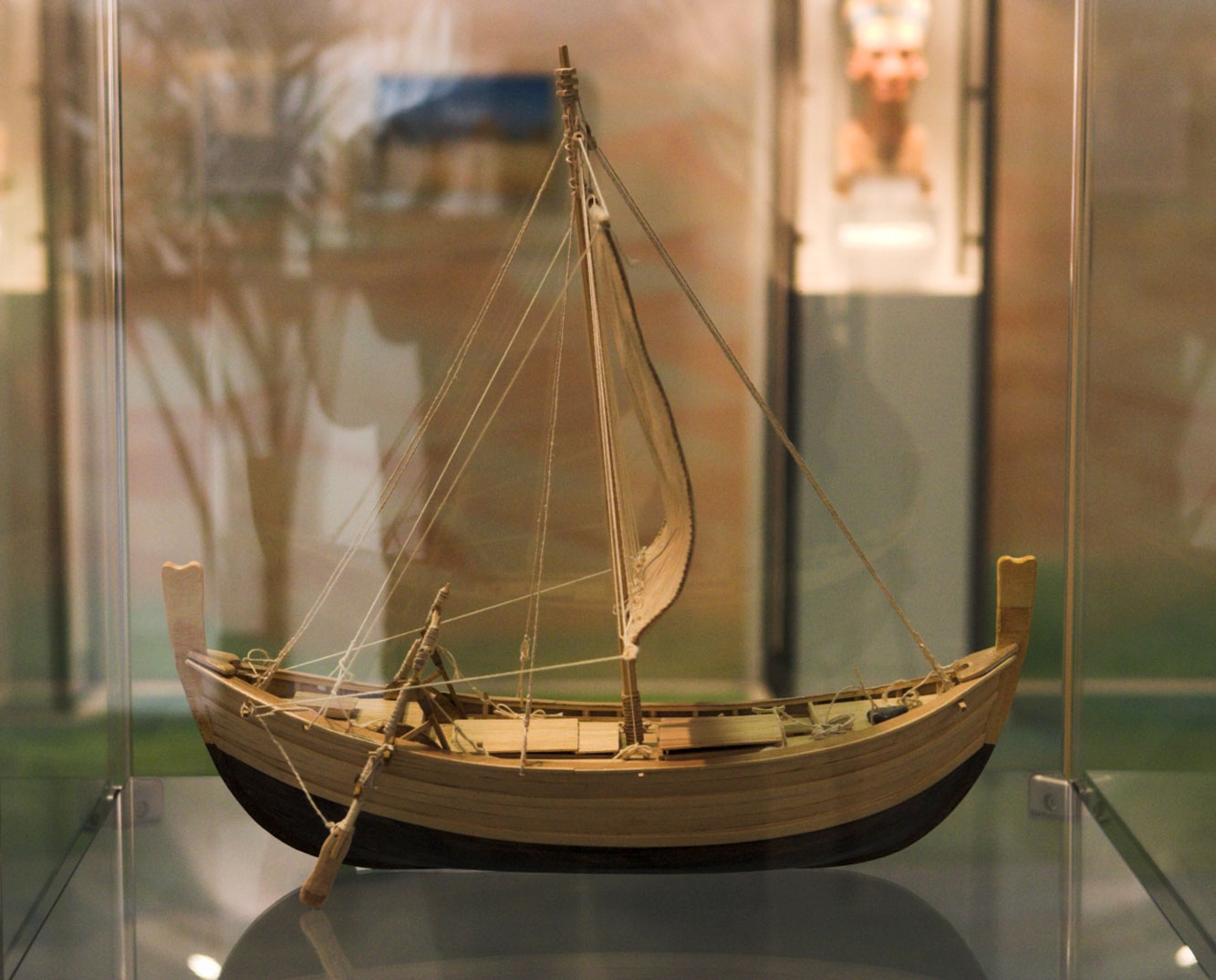
Modell des Schiffs von Uluburun

Der Papyrus Ebers enthält medizinisches Wissen aus Keftiu, das im Alten Ägypten hohes Ansehen genoss. Daneben verwendeten die Ägypter magische Sprüche in minoischer Sprache. In die Anfangsphase des Neuen Reiches fällt die Vorlage einer Schreibtafel, die zum Üben von „Machen von Keftiu-Namen“ diente.
Im 14. Jahrhundert v. Chr. bestanden weiterhin Handelskontakte von Ägypten in Richtung Ägäis, wie die Ladung des vor der türkischen Südküste gesunkenen Schiffs von Uluburun beweist. In den überarbeiteten Ortsnamenslisten von Ramses III. fehlt dann der Name von Keftiu als Handelsort ebenso wie zahlreiche zuvor belegte Regionen. Der Kulturhistoriker Oswald Spengler nimmt einen Namenswandel in Bezug auf den Gebrauch des Wortes Kafti an. Er verweist auf die ionische Umprägung von Kafti zu Japetos, die sich auch im Althebräischen als Japhet findet.